# Zawiasa
Zawiasa – nieprzepiłowana część pnia, pas drewna pomiędzy rzazem podcinającym i ścinającym. Jej prawidłowa szerokość powinna wynosić około 1/10 średnicy pnia w miejscu cięcia.